# Horváth Zoltán (újságíró)
Horváth Zoltán (Budapest, 1900. október 25. – Budapest, 1967. november 15.) újságíró, műfordító, történész.

## Pályafutása
Horvát Géza (1863–1925), a Telefonhírmondó igazgatója és Marton Paulina zsidó szülők gyermekeként született. 1916-ban tagja lett a Magántisztviselők Országos Szövetségének és a Magyarországi Szociáldemokrata Pártnak. 1919 decemberében kivándorolt Bécsbe, bekapcsolódott a Világosság-csoport tevékenységébe. Az 1920-as években került vissza Magyarországra. 1926. március 21-én Budapesten házasságot kötött Molnár Mártával, Molnár Ferenc író és Vészi Margit hírlapíró leányával, 1930-ban született fiuk, Horváth Ádám rendező. Később elváltak és Molnár Márta Sárközi György író felesége lett. Horváth Zoltán ezután újságíróként, műfordítóként dolgozott (Stefan Zweig, Conrad Ferdinand Meyer, Erich Kästner műveit ültette át magyar nyelvre), egyidejűleg történelmi munkák írására is szentelte idejét. A Grill Könyvkiadó klasszikus regénysorozatának szerkesztője volt. 1938 és 1941 között Franciaországban élt. 1942-ben visszatért Budapestre, ahol a Népszava külső munkatársaként alkalmazták, 1945-től pedig a lap külpolitikai rovatát vezette. 
A második világháborút követően belépett a Szociáldemokrata Párt Országos Vezetőségébe, a párt képviseletében mondott politikai vádbeszédet Imrédy Béla háborús bűnös népbírósági tárgyalásán. 1947-től a Világosság  főszerkesztőjeként dolgozott. 1948-ban fontos szerepet játszott abban, hogy a két munkáspártot egyesítse, az egyesítő kongresszuson meg is választották az MDP Központi Vezetőségének tagjának. Hamarosan a Népszava felelős szerkesztőjévé nevezték ki. 1949-ben koholt vádak alapján tartóztatták le és börtönbe került, ahonnan 1956 nyarán szabadult. Ezután ismét a Népszava főszerkesztője lett 1956. november 1-én történt nyugalomba vonulásáig. Ezután már csak történetírással foglalkozott.

## Művei
- Világtörténeti Lexikon (Parragi Györggyel, Bp., 1942)
- Lincolntól Rooseveltig. Hogyan lett az USA világhatalom (Max Silberschmidt művének fordítása Reitzer Bélával, Bp., 1943)
- Hogy vizsgázott a magyarság? (Bp., 1945)
- A Szociáldemokrata Párt politikája (Bp., 1946)
- Magyar századforduló. A második reformnemzedék története 1896–1914 (Bp., 1961, németül is)
- Teleki László, 1810–1861 (I-II., életrajz, Bp., 1964)
- Irodalom és történelem (Bp., 1968)